# Lednické rybníky
Národní přírodní rezervace Lednické rybníky je součástí Lednicko-valtického areálu. Byla vyhlášena 9. ledna 1953 na rozloze 552,5 ha k ochraně významného hnízdiště vodních ptáků. Rybniční soustavu tvoří pět rybníků: Nesyt, Hlohovecký, Prostřední, Mlýnský a Zámecký. Nadmořská výška rezervace je 160–175 m.
Na území NPR je také vyhlášena ptačí oblast. Hnízdí zde mnoho druhů vodního ptactva a oblast je také odpočinkovým místem pro ptáky táhnoucí na jih. Zároveň jde však také o turisticky velmi frekventovanou a vytíženou oblast, zejména Zámecký rybník v lednickém zámeckém parku.

## Rozsah rezervace
Rezervace se skládá z pěti rybníků, z nichž čtyři leží na potoce Včelínku. Od západu (resp. po proudu) to jsou:
- Nesyt, 296 ha (největší rybník na Moravě)
- Hlohovecký, 94 ha[pozn. 1]
- Prostřední, 48 ha
- Mlýnský, 98 ha

Do rezervace patří jako oddělené území též Zámecký rybník napájený Zámeckou Dyjí:
- Zámecký, 28 ha (s mnoha ostrůvky).

Chráněná území soustavy Natura 2000 na území NPR:
- Ptačí oblast Lednické rybníky (zhruba se kryje s NPR)
- Evropsky významná lokalita Lednické rybníky, kód CZ0620009 (na kaskádě na Včelínku, o něco širšího rozsahu než NPR)
- Evropsky významná lokalita Niva Dyje, kód CZ0624099 (zahrnuje Zámecký rybník)
- Evropsky významná lokalita Bezručova alej, kód CZ0623803 (mezi Hlohoveckým a Prostředním rybníkem)

Ochranné pásmo zvláště chráněného území Lednické rybníky není vyhlášeno a je jím ve smyslu § 37 zákona č.114/1992 Sb. zóna do vzdálenosti 50 metrů od hranic ZCHÚ.
Na západním konci se rezervace okrajově překrývá s územím CHKO Pálava a přímo sousedí s menší NPR Slanisko u Nesytu.

## Lokalita
Lednické rybníky se nacházejí v okrese Břeclav, na katastrálním území obcí Lednice, Hlohovec, Sedlec, Valtice a Břeclav (místní část Charvátská Nová Ves).
Dne 9. ledna 1953 byla tato oblast vyhlášená za Národní přírodní rezervaci pod číslem 49.004/52, přehlášeno výnosem MK ČSP č.j. 14.200/88 SÚOP ze dne 24.11.1988.

## Přírodní podmínky

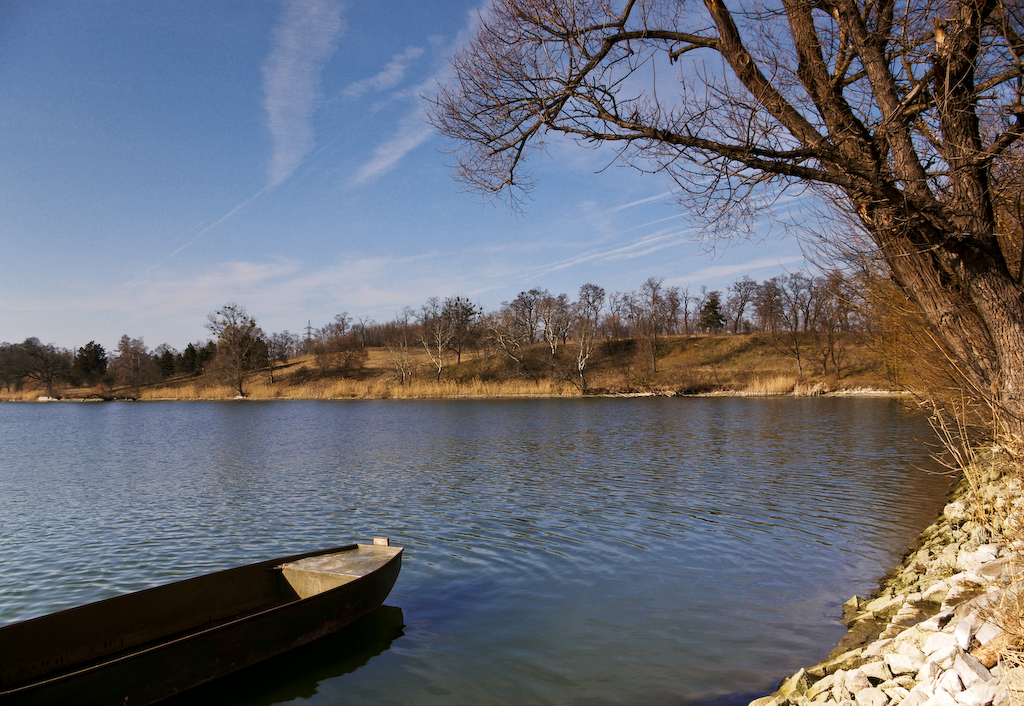
Prostřední rybník

Celá soustava Lednických rybníků se nalézá v Dolnomoravském úvalu. 
Podloží tvoří zejména flyš, miocenní sedimenty, ale také pliocenní štěrky a písky. V okolí Lednických rybníků, hlavně u břehů, tvoří pokryv fluvizem, popřípadě glejová fluvizem nebo zbahnělý glej. Povrch je zde také tvořen roztroušenými valouny (povodňové hlíny) a sedimenty vodních nádrží. Lednické rybníky mají specifické chemické složení, které souvisí hlavně s třetihorními mořskými usazeninami, ze kterých se vyplavují rozpustné soli, způsobující velkou koncentraci rozpuštěných látek. V oblasti řek Svratky, Jihlavy, Dyje a Moravy se vyskytují komplexy lužních lesů, které patří v Evropě k nejrozsáhlejším. V širším okolí se nachází také mnoho dalších rybníků a jiných stojatých vod, jako například Novomlýnská nádrž. Okolí Lednice je známo svou rozmanitostí živočichů a vodních rostlin. Také z hlediska ornitologického je tato lokalita druhově velmi pestrá. Pravidelně zde hnízdí asi 93 druhů ptáků, z čehož je přibližně 48 mokřadních nebo vodních.
Z klimatického hlediska tato oblast patří k teplým, s dlouhým a spíše suchým létem. Zimy jsou krátké, suché a nemají dlouhou sněhovou pokrývku. Průměrný roční úhrn srážek je 516,6 mm.

### Hydrologie
Vody v říční nivě dolní Dyje mají zvýšený obsah solí a to zejména v často se objevujících slaniscích. Hlavní podíl solí je tvořen sírany, další jsou chloridy, nebo vápník. Také Lednické rybníky se vyznačují velkou salinitou, která vzrůstá především v době vegetačního období. Oproti hodnotám naměřeným v 30. letech 20. století je nynější salinita podstatně vyšší. Velký nárůst nastal u rozpuštěných organických látek, a to až na trojnásobné hodnoty.

### Hospodaření

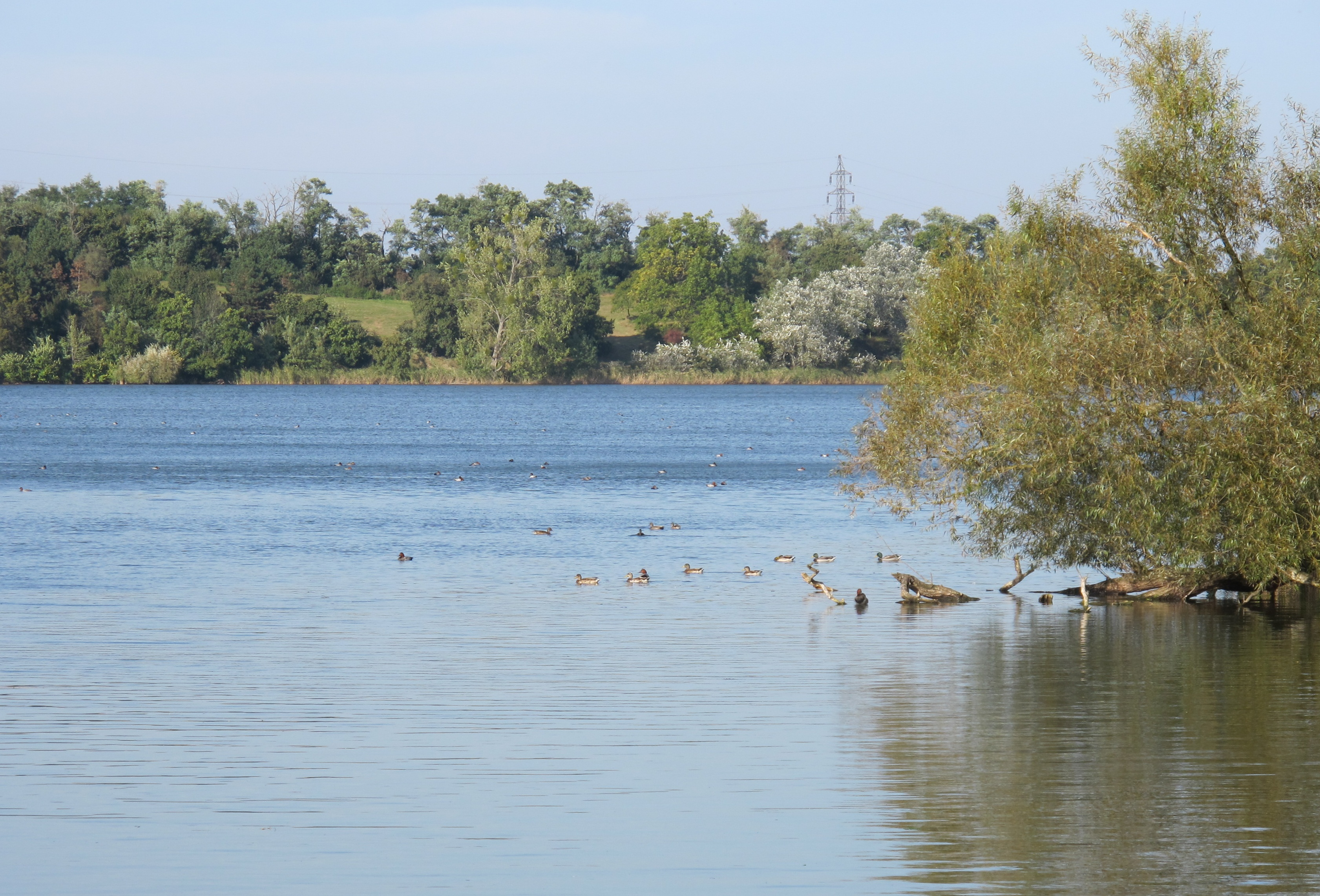
Mlýnský rybník

Jakožto umělá rybniční soustava jsou Lednické rybníky lokalitou antropogenního původu, vzniklou pro hospodářské účely (využití zamokřené nivy), v níž se za několik století díky citlivému zacházení vyvinul cenný ekosystém.
Negativní vlivy hospodářské činnosti se začaly více projevovat až ve druhé polovině 20. století vlivem industrializace a intenzifikace zemědělství. Došlo ke zvýšení eroze, následným sesuvům půdy do rybníků a jejich zanášení. Nárazově používaná technika negativně ovlivňovala kvalitu vody v rybnících. V minulosti se na obnažených dnech rybníků zemědělsky hospodařilo, pěstovala se zde například kukuřice. V současnosti je výrazným negativním vlivem přísun množství živin splavováním z okolních pozemků, které jsou hospodářsky využité. S útlumem zemědělské produkce je evidentní snížení zátěže v posledních 15 letech.
Na jaře 2011 oznámila AOPK ČR svůj záměr pronajmout soustavu rybníků významným rybářským subjektům. Bylo vybíráno z 21 zájemců. Nový nájemce musel prokázat, že v uplynulých 5 letech hospodařil na rybnících o rozloze větší než 50 ha, tvořících soustavu dvou nebo více rybníků. Nový majitel je povinen navrhnout takové hospodaření, které bude stav rybníků zlepšovat. Jedná se zde také o finanční stránku a tedy plnění limitů pro státní rozpočet.

### Flóra

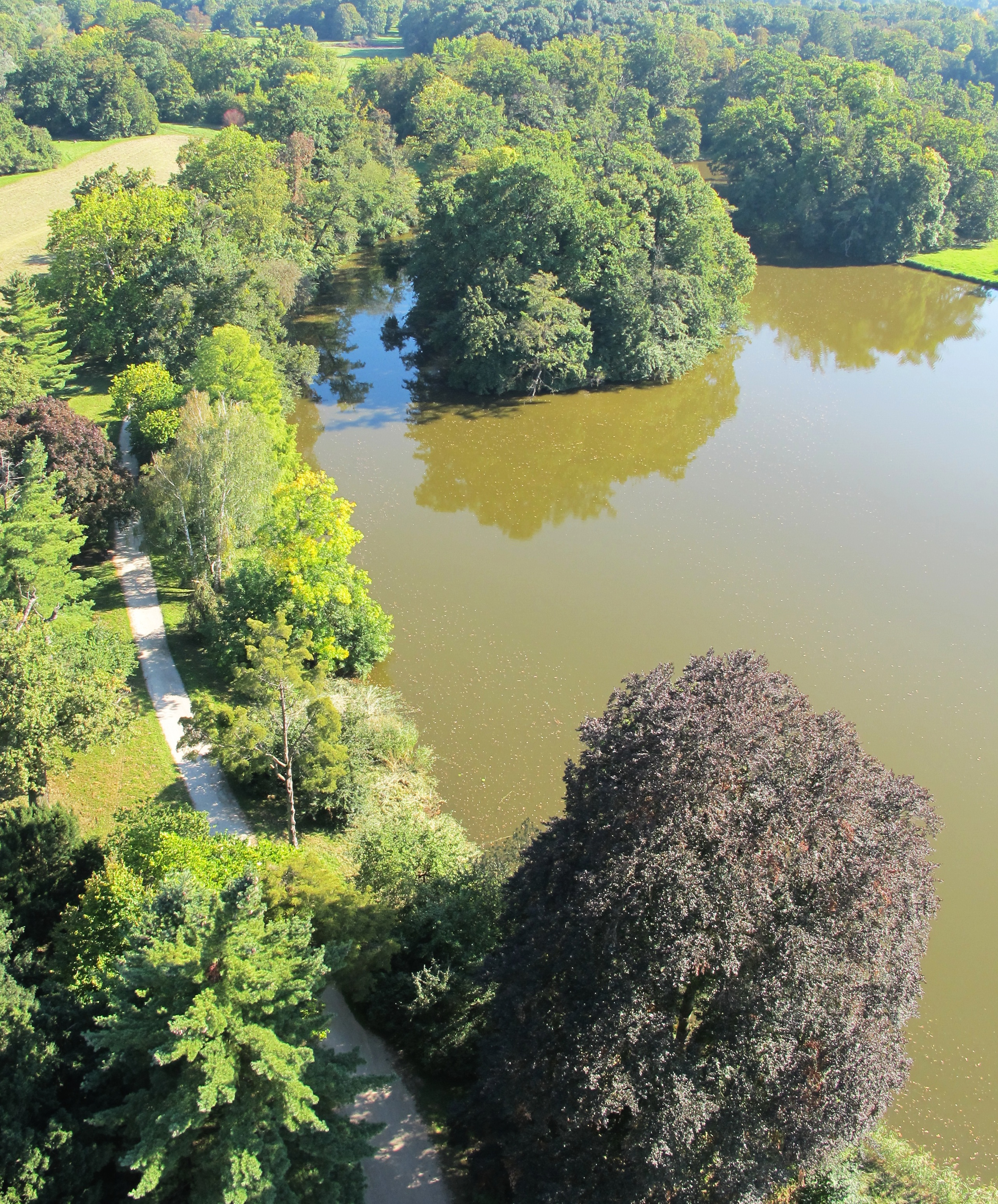
Zámecký rybník

Mezi ohrožené rostliny, které lze spatřit v této lokalitě, nacházejících se zejména v porostech nebo vodě, patří například šmel okoličnatý (Butomus umbelatus), lakušník Rionův (Batrachium rionii), lakušník Baudotův (Batrachium baudotii) a také prustka obecná (Hippuris vulgaris). Na zasoleném východním břehu rybníka Nesytu rostou některé slanomilné rostliny, mezi něž patří solenka Valerandova (Samolus valerandi) nebo blešník úplavičný (Pulicaria dysenterica). Při občasném letnění rybníků se na jejich obnažených dnech objevují vzácné jednoleté rostliny, jako například tráva bahenka šášinovitá (Heleochloa schoenoides), kuřinka solná (Spergularia salina), štírovník tenkolistý (Lotus tenuis) nebo ostřice žitná (Carex secalina). V roce 2007 byl u Nesytu prokázán výskyt merlíku slanomilného (Chenomodium chenopodioides), který byl v Česku považován za vymizelý.
Okolo rybníků se nacházejí pásma vrb a topolů. Na ně v mnohých částech navazují rákosiny, tvořené rákosem obecným (Phragmites australis) a orobincem úzkolistým (Typha angustifolia). Ty zasahují, v závislosti na hloubce vody, různě hluboko do rybníka. Ve vodě se vyskytují některé druhy rdestů, např. rdest maličký (Potamogeton pusillus) a rdest hřebenitý (Potamogeton pectinatus), dále šejdračka bahenní (Zannichellia palustris), žabník trávolistý (Alisma gramineum).

### Fauna
Lednické rybníky patří v rámci Česka mezi velmi významné faunistické oblasti. Je zde popsáno 203 zvláště chráněných druhů živočichů, z toho 82 druhů bezobratlých a 121 druhů obratlovců. Z nich 40 je klasifikovaných jako kriticky ohrožené, 82 jako silně a 81 patří mezi ohrožené. Velmi vzácným ohroženým druhem je např. bezkřídlá kobylka sága (Saga pedo). Její délka těla dosahuje přes 11 cm.

V rákosinách žije mnoho druhů motýlů, například travařík rákosový (Chilo phragmitellus), travařík bělavý (Calamotropha paludella), vílenka okřehková (Cataclysta lemnata) nebo rákosnice rákosní (Arenostola phragmitidis).

Druhy obojživelníků, které nacházíme na území NPR, jsou rosnička zelená (Hyla arborea), obývající tůně a litorální části rybníků, skokan zelený (Rana esculenta), ropucha obecná (Bufo bufo), ropucha zelená (Bufo viridis).

Vyskytuje se zde také netopýr brvitý (Myotis emarginatus), který využívá tuto lokalitu jako loviště, zatímco kolonie tohoto druhu sídlí v prostorách Rybničního zámečku.

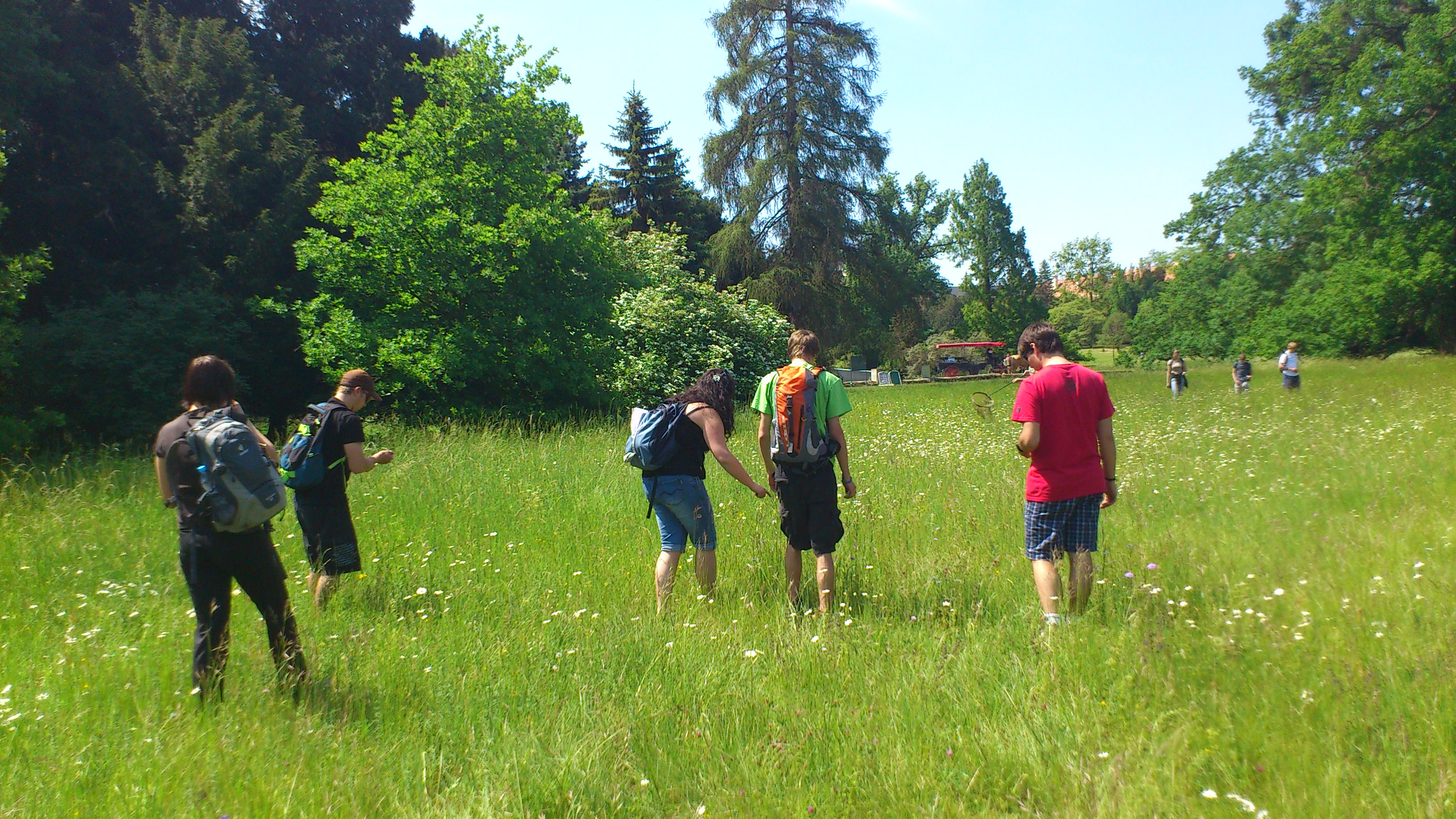
Odchyt bezobratlých živočichů
v Lednickém parku

Rybníky byly původně zakládány pro chov ryb, v současné době ale již patří mezi chráněná území, což znamená změnu v dosavadním využití. Z důvodu polohy rybníků, malé průměrné hloubky a velkému znečištění z ČOV se ponechání rybníků zcela bez osádky, či příliš redukované obsádky zdá být nevýhodné. 
Na Zámeckém rybníku bylo zjištěno, že v prvním roce bez rybářského obhospodařovaní chybějící konkurence ze strany ryb přilákala ve velkém počtu potáplivé kachny nebo potápky. Postupně ale potravní nároky v rybnících zlepšil výskyt jiných ryb, které se sem dostaly přirozenou cestou z povodí. Proto se zdá být vhodnější rybářské obhospodařování pouze upravit, než eliminovat. To však může vést k rozporům se zájmy ochrany přírody. Takovýto problém se tu již vyskytl v souvislosti s přemnožením karase stříbřitého.

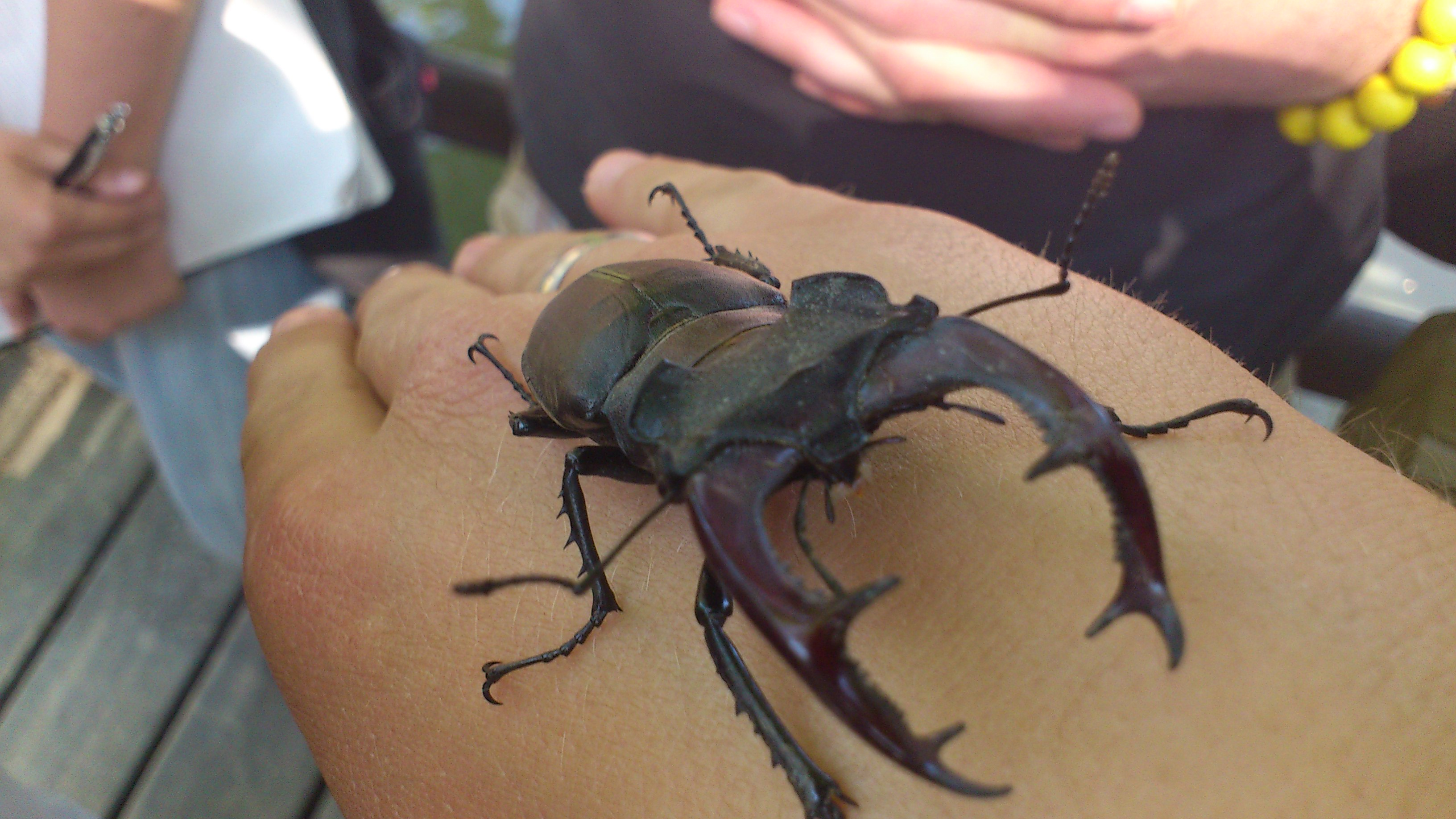
Roháč velký

Rybníky v povodí Včelínku byly využívány pro rybníkářství. To negativně ovlivnilo vodní poměry, zejména silnou eutrofizací. Na Lednických rybnících bývají problémy s turismem. Prochází totiž tudy i turistická trasa k Minaretu.
V celé lokalitě se nachází také významná ornitologická oblast, s výskytem raritních druhů, jako například orel mořský (Haliaeetus albicilla), včelojed lesní (Pernis apivorus), strakapoud jižní (Dendrocopos syriacus), strakapoud prostřední (Dendrocopos medius), nebo pěnice vlašská (Sylvia nisoria).

Mezi nejvýznamnější druhy ptáků na území Lednických rybníků patří potápka roháč (Podiceps cristatus), čáp bílý (Ciconia ciconia), kachna divoká (Anas platyrhynchos), zrzohlávka rudozobá (Netta rufina), labuť velká (Cygnus olor), ledňáček říční (Alcedo atthis), lejsek bělokrký (Ficedula albicollis) a ťuhýk obecný (Lanius collurio).

## Ochrana přírody

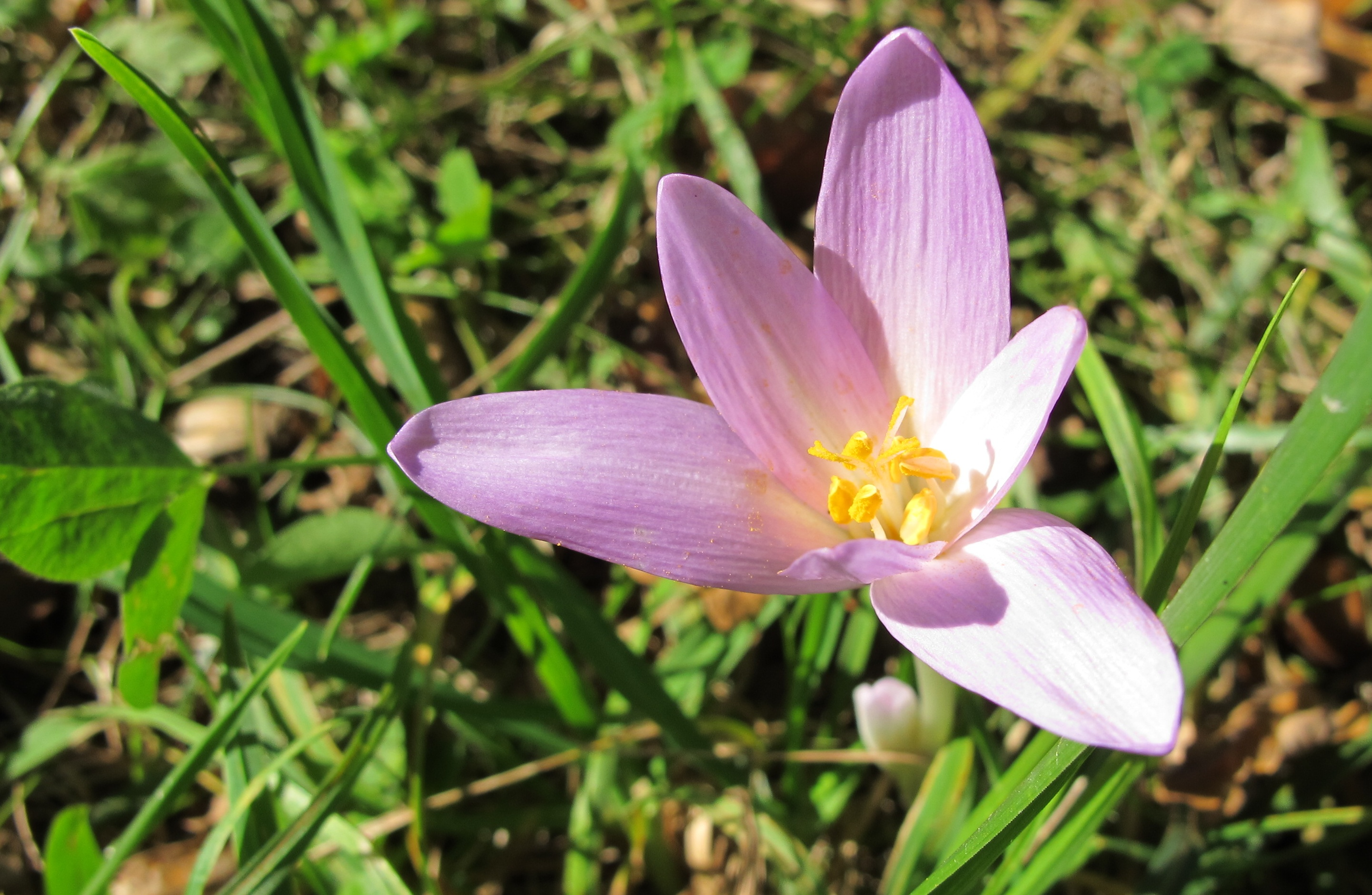
Ocún jesenní (Colchicum autumnale)
u Zámeckého rybníka

Rybníky jsou chráněny též jako ptačí oblast, evropsky významná lokalita a jako mokřad mezinárodního významu dle Ramsarské úmluvy. Nachází se zde jedna z nejvýznamnějších ptačích rezervací v Česku. Hnízdí zde početné ptačí populace, především však prosluly jako křižovatka a odpočinková zastávka ptačích tahů. Břehy rybníků lemují litorální porosty rákosu a orobinců. V okolí rybníka Nesyt se vyskytuje slanomilná květena. Břehové porosty okolo rybníků (vyjma Nesytu) jsou upraveny po vzoru anglických parků a doplněny četnými výsadbami exotických dřevin.
Hlavním bodem při ochraně NPR Lednické rybníky je šetrné rybářské hospodaření. Důraz se klade taky na ptactvo a ochranu s ním spojenou. Nový plán péče je vybudován na 5 let, (tedy ne na běžných 10 let) a to kvůli speciálním podmínkám, které tyto rybníky vyžadují.
Do budoucna se počítá taky s letněním společenstva. Mezi platná omezení patří i zákaz manipulace s vodní hladinou v době hnízdění vodních a mokřadních ptáků a to v období mezi 15.3. – 15.7.
Prioritní zájmy co se týče ochrany přírody jsou:
- Zachování možnosti hnízdění důležitých druhů ptáků, také mokřadních a vodních, včetně biotopů na něž jsou vázány.
- Zachování halofytních druhů obnažovaných den společenstev.
- Zachování krajinářsko – estetické hodnoty území.[15]

V roce 2004 byla podle nařízení vlády ČR č. 601/2004 Sb. ze dne 27.10.2004 vyhlášena Ptačí oblast Lednické rybníky (CZ0621028). Nařízením vlády č. 132/2005 Sb. byla navržena Evropsky významná lokalita Niva Dyje (CZ0624099), která zasahuje do oblasti NPR Lednické rybníky.
Pozitivní vliv na ochranu a prostředí rybníků má jejich částečné odbahňování. V uplynulých letech byly na rybnících realizovány tyto úpravy:
- 1998 – odbahnění Zámeckého rybníka v jeho východní části
- 2000 – rekonstrukce vtokové části hrázové výpusti poškozené roku 1999
- 2003 – odbahnění rybníka Nesyt
- 2004 – odbahnění loviště a části stoky v úseku 200 m na Hlohoveckém rybníku
- 2005 – rekonstrukce výpustného objektu Prostředního rybníka a odbahnění jeho loviště
- 2006 – odbahnění loviště Mlýnského rybníka[16]

## Turismus

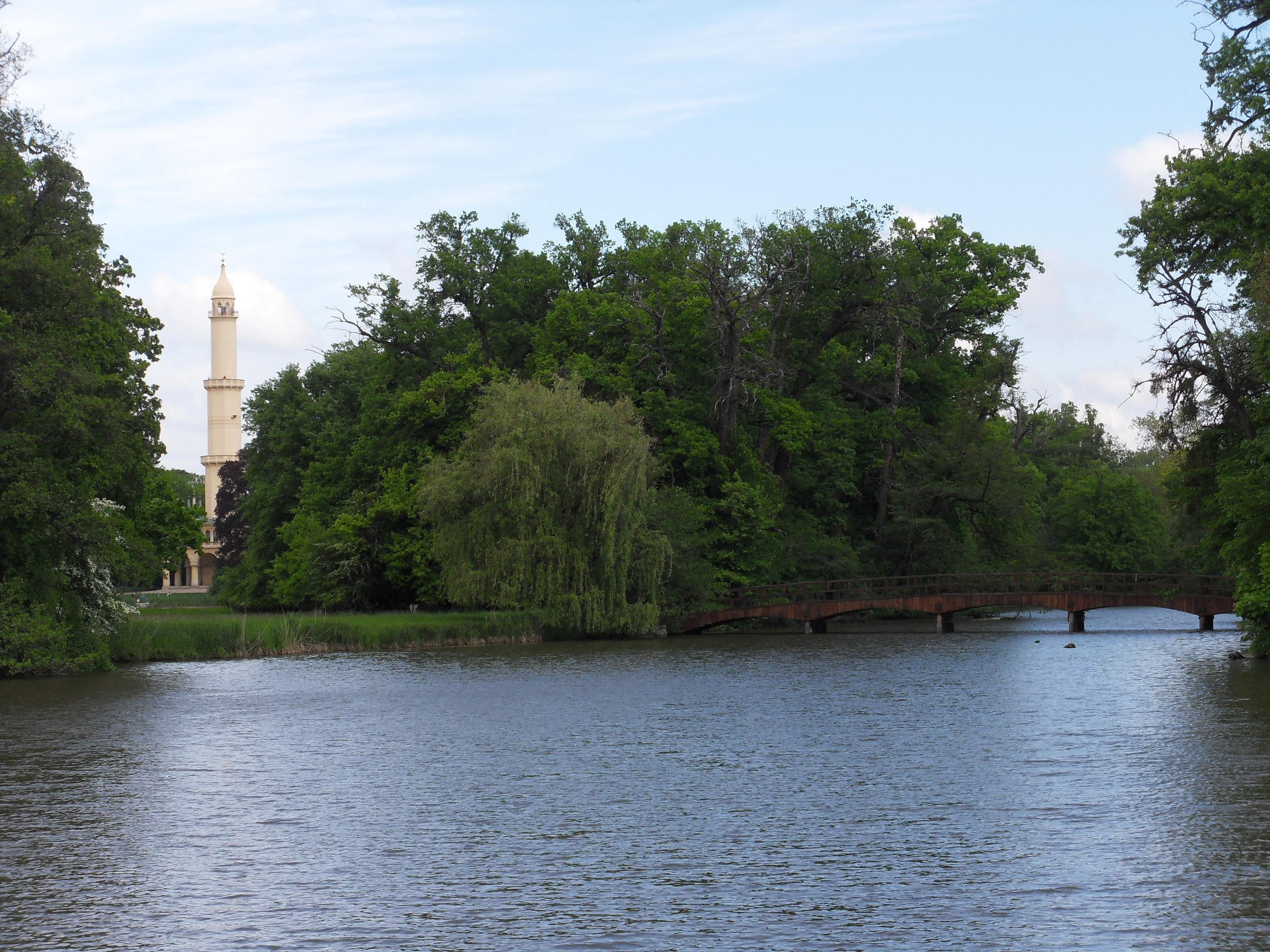
Zámecký rybník, v pozadí Minaret

Okolí Lednických rybníků je turisticky velmi vyhledávanou lokalitou. Nachází se tu mnoho cyklostezek a turistických tras. Okolo rybníků vede naučná stezka Lednické rybníky. Trasy mezi lesem, loukami a rybníky jsou lemovány různými romantickými historizujícími stavbami (salety), které zde nechal vystavět rod Lichtenštejnů v rámci rozsáhlého krajinného parku. 
Při lednickém zámku se nachází tropický skleník a labyrint s geometricky sestříhanými keři (francouzský park). Severně od zámku okolo Zámeckého rybníka se rozkládá anglický park, na jehož druhém konci stojí minaret poskytující rozhled na Lednicko-valtický areál a nivu Dyje.
Po hrázi mezi Mlýnským a Prostředním rybníkem prochází železniční trať z Břeclavi do Lednice využívaná již pouze sezónně pro turistické účely. Nachází se zde na ní zastávka Lednice rybníky.